# Manuel John Johnson
Manuel John Johnson, född den 23 maj 1805, död den 28 februari 1859, var en engelsk astronom. 
Johnson var först militär, men sysselsatte sig redan tidigt, under en flerårig vistelse på Sankt Helena, med astronomiska observationer och blev 1839 direktör för Radcliffeobservatoriet i Oxford, vilken plats han innehade till sin död. 
Johnson tilldelades Royal Astronomical Societys guldmedalj 1835 som belöning för utgivandet av en stjärnkatalog. Han blev Fellow of the Royal Society 1856.
Hans viktigaste arbete var bestämmandet av orterna för 4 000 stjärnor mellan nordpolen och 50° nordlig deklination. Därjämte utförde han heliometerobservationer för bestämning av fixstjärnparallaxer, meteorologiska undersökningar med mera.